# アーチーでなくちゃ!
『アーチーでなくちゃ!』（英語: The Archie Show）は、1968年9月14日から1969年8月30日までCBSで放送されていたアメリカ合衆国のテレビアニメである。フィルメーション・スタジオ制作。
本項目では、1971年9月11日から1973年9月1日まで同局で放送されていた『まんがファニー』（英語: Archie's TV Funnies）、および映画版『アーチーでなくちゃ! 相棒は原始人!?』（英語: The Archies in Jugman）についても記述する。

## 概要

### アーチーでなくちゃ!
架空のバンド「アーチーズ」（英語: The Archies）の活動を描いた作品。全17話。原語版のオープニング映像ではパカパカ演出が用いられている。
日本では、1970年10月から1971年1月までNETテレビ（現・テレビ朝日）で毎週土曜 19:00 - 19:30（日本標準時）に放送。日本語版の制作は毎日放送が担当した。この日本語版は、後に東京12チャンネル（現・テレビ東京）の『マンガのくに』や各ローカル局で再放送された。近畿テレビ（現・KBS京都）では1970年代半頃、『ゆかいなアーチー』という題で18時15分 - 18時26分に再放送（新番組扱い）。
主題歌「Archie's Theme (Everything's Archie)」（邦題 - アーチーのテーマ）の日本語版は、「ピコ（樋口康雄）とアーチー・フレンズ」（シング・アウトの変名）が歌った。この日本語版の主題歌は、当時日本で英語原曲とのカップリングでシングルレコードとして発売されている（RCAレコード SS-1937。ただし、同シングルではアーチーズ名義。後年CD『チンパン探偵ムッシュバラバラ 〜外国TV映画 日本語版主題歌<オリジナル・サントラ>コレクション VOL.2』に収録された際に、「ピコとアーチー・フレンズ」名義が使用された）が、テレビ放送版とは音源が異なる。他にもシュガーシュガーなど日本語吹き替えで歌われている。

### まんがファニー
『ディック・トレイシー』などの短編作品も一緒に放送するコンプレックス番組となった。放送作品での担当声優は変更されている。
アメリカでは、1971年9月11日から1973年9月1日までCBSで "Archie's TV Funnies（アーチーのテレビファニー）" のタイトルで放送。全16話。
日本では、1974年4月6日から同年11月23日まで東京12チャンネルで毎週土曜 18:00 - 18:15（日本標準時）に放送。全32話＋再放送2話。

### アーチーでなくっちゃ 相棒は原始人!?
2002年にアメリカのアニメ制作会社DICエンターテイメントが製作し、同年11月3日にアメリカでニコロデオンで放送し、その後ディズニー・チャンネルとトゥーン・ディズニー（現：ディズニーXD）で放送された。
日本では2009年11月24日にディズニーXDで放送された。

## 登場人物
声優はテレビ版（左側）と2002年の映画版（右側）の順。
アーチー (Archie Andrews)
吹替 - 藤村俊二（テレビ版）、鶴博幸（映画版）
担当はギター、リードボーカル。
ベティ (Betty Cooper)
吹替 - うつみみどり（テレビ版）、柚木涼香（映画版）
担当はタンブリン、コーラス。
ベロニカ (Veronica Lodge)
吹替 - 山本リンダ（テレビ版）、本田貴子（映画版）
担当は電子オルガン、コーラス。
レギー (Reggie Mantle)
吹替 - 鈴木やすし（テレビ版）、石井真（映画版）
担当はベース、コーラス。
ジャグヘッド (Jughead Jones)
吹替 - 高松しげお（テレビ版）、鉄野正豊（映画版）
担当はドラム。いつも冠をかぶっている。
ホットドッグ (Hot Dog)
吹替 - 三代目三遊亭圓歌、？（映画版）
犬。指揮者として参加することがある。
ジャグマン
吹替 - 落合弘治（映画版）
- その他の出演者（映画版） - 陰山真寿美、朝倉栄介、桜井敏治、河相智哉、小林美奈、清水千恵、上田陽司、中川大輔